# Панасівка (Кременчуцький район)
Пана́сівка — село в Україні, у Козельщинській селищній громаді Кременчуцького району Полтавської області. Населення становить 254 особи. До 2017 орган місцевого самоврядування — Пригарівська сільська рада.

## Географія
Село Панасівка знаходиться на відстані 1 км від села Пригарівка. Селом протікає пересихаючий струмок з загатою. Поруч проходить автомобільна дорога М22 (E577).

## Населення

### Мова
Розподіл населення за рідною мовою за даними перепису 2001 року:
| Мова       | Кількість | Відсоток |
| ---------- | --------- | -------- |
| українська | 246       | 96.85%   |
| російська  | 7         | 2.76%    |
| румунська  | 1         | 0.39%    |
| Усього     | 254       | 100%     |

## Історія
12 червня 2020 року, відповідно до розпорядження Кабінету Міністрів України № 721-р «Про визначення адміністративних центрів та затвердження територій територіальних громад Полтавської області», село увійшло до складу Козельщинської селищної громади.
19 липня 2020 року, в результаті адміністративно - територіальної реформи та ліквідації Козельщинського району, село увійшло до складу новоутвореного Кременчуцького району.

## Економіка
- Птахо-товарна ферма.

## Відомі люди
- Білоусько Іван Порфирович — почесний громадянин Кременчука, Герой Соціалістичної праці.